# Winter Springs
Winter Springs is een plaats (city) in de Amerikaanse staat Florida, en valt bestuurlijk gezien onder Seminole County.

## Demografie
Bij de volkstelling in 2000 werd het aantal inwoners vastgesteld op 31.666.
In 2006 is het aantal inwoners door het United States Census Bureau geschat op 32.598, een stijging van 932 (2.9%).

## Geografie
Volgens het United States Census Bureau beslaat de plaats een oppervlakte van
37,6 km², waarvan 37,2 km² land en 0,4 km² water.

## Plaatsen in de nabije omgeving
De onderstaande figuur toont nabijgelegen plaatsen in een straal van 16 km rond Winter Springs.